# Шанський Микола Максимович
Микола Максимович Шанський (22 листопада 1922, Москва — 11 травня 2005) — російський лінгвіст, фахівець з лексики, фразеології, словотвору, граматики, етимології російської мови, мови письменників і російської лінгводидактики, методики викладання російської мови. Доктор філологічних наук (1966), професор МДУ (з 1968), дійсний член АПН СРСР (1974) і РАО (1992). Науковий редактор серії підручників з російської мови для середньої школи.

## Біографія
Народився 22 листопада 1922 року в Москві. У 1940 році вступив до московського Інституту філософії, літератури та історії (ІФЛІ), після злиття інституту з МДУ став студентом філологічного факультету Московського державного університету. У 1948 році захистив кандидатську дисертацію кандидата філологічних наук. З 1948 року на викладацькій роботі в Рязанському педагогічному інституті. У 1951 році перейшов на роботу в московський «Учпедгиз». З 1953 по 1987 рр. викладав на кафедрі російської мови МДУ, куди був запрошений В. В. Виноградовим (з 1961 також керував етимологічний кабінетом МДУ, де велася робота над Етимологічним словником російської мови.
З 1963 року головний редактор журналу «Російська мова в школі». З 1966 року — доктор філологічних наук (Дисертація «Нариси з російського словотворення»). У 1970 році очолив НДІ Викладання російської мови в національній школі при Академії педагогічних наук СРСР.
У 1996 році в Курську відбулася перша всеросійська олімпіада школярів з російської мови, одним з ініціаторів проведення якої виступив М. М. Шанський. Він же був членом журі ряду мовних олімпіад.
З 1999 року член президії Федерального експертної ради Міністерства освіти РФ. У 2001 удостоєний звання почесного професора РДГУ.
Помер 11 травня 2005 року, похований в Москві.

## Наукові праці
- Шанский Н. М. Основы словообразовательного анализа. — 1953.
- Шанский Н. М. Очерки по русскому словообразованию и лексикологии. — М.: Учпедгиз, 1959. — 248 с. — 20 000 экз. (в пер.)
- Шанский Н. М., Иванов В. В., Шанская Т. В. Краткий этимологический словарь русского языка / Под ред. С. Г. Бархударова. — М., 1961.
- Этимологический словарь русского языка / Под ред. Н. М. Шанского. — М., 1960–1980. — Т. 1—8.
- Шанский Н. М. Очерки по русскому словообразованию / Переплёт художника С. Б. Генкиной. — М.: Изд-во Моск. ун-та, 1968. — 312 с. — 10 000 экз. (в пер.)
- Шанский Н. М. Фразеология современного русского языка. — 1969.
- Шанский Н. М. Очерки по русскому словообразованию. — М., 1968.
- Шанский Н. М. Лексикология современного русского языка. — М., 1972.
- Шанский Н. М. В мире слов: Пособие для учителя. — М.: Просвещение, 1971.
- Шанский Н. М., Зимин В. И., Филиппов А. В. Опыт этимологического словаря русской фразеологии. — М.: Рус. яз., 1987. — 240 с.
- Современный русский язык. Учеб. для студентов пед. ин-тов по спец. № 2101 «Рус. яз. и лит.» В 3 ч. / Н. М. Шанский, В. В. Иванов и др. — 2-е изд., испр. и доп. — М.: Просвещение, 1987.
- Шанский Н. М., Боброва Т. А. Этимологический словарь русского языка. — М., 1994.
- Шанский Н. М., Боброва Т. А. Снова в мире слова. Пособие для учителя-словесника. — М.: Московское отделение Педагогического общества России, 2001. — 224 с. — (Портфель словесника). — 5000 экз. — ISBN 5-94537-002-9
- Шанский Н. М. Лингвистические детективы. — М.: Дрофа, 2010. — 528 с. — (Познавательно! Занимательно!). — 7000 экз. — ISBN 978-5-358-07644-0

## Нагороди та відзнаки
- Орден Дружби народів (1982)